# Femme Fatale (filme)
Femme Fatale (Brasil: Femme Fatale / Portugal: Mulher Fatal) é um filme de mistério alemão, francês e estadunidense de 2002, do gênero suspense erótico, escrito e dirigido por Brian De Palma. O filme é estrelado por Antonio Banderas e Rebecca Romijn-Stamos. Foi exibido fora de competição no Festival de Cannes de 2002.
A Warner Bros. incluiu o filme no catálogo da Warner Archive Collection.
O filme que Laure assiste na televisão é Double Indemnity.

## Sinopse
A ladra de um bando de ladrões profissionais Laure Ash (Rebecca Romijn) participa de um assalto de diamantes no festival de Cannes. O plano é que Laure roube diamantes valiosos do conjunto de uma atendente chamada Veronica (Rie Rasmussen), no meio da sedução, durante a qual seus cúmplices Black Tie (Eriq Ebouaney) e Racine (Édouard Montoute) fornecem vários apoios de suporte. No entanto, Laure trai seus cúmplices e foge para Paris com os diamantes. Em Paris, uma série de eventos faz com que Laure seja confundida com seu próprio doppelgänger, uma parisiense desaparecida chamada "Lily" (também interpretada por Romijn) que desapareceu recentemente. Enquanto Laure se deleita em uma banheira na casa de Lily, a verdadeira Lily retorna e tira a própria vida enquanto Laure assiste secretamente, proporcionando a Laure a oportunidade de levar sua identidade para sempre, e ela deixa o país para a América.
Sete anos depois, Laure (em sua identidade como "Lily") ressurge em Paris como esposa de Bruce Watts, o novo embaixador americano na França (Peter Coyote). Depois de chegar à França, um paparazzo espanhol chamado Nicolas Bardo (Antonio Banderas) tira a foto dela. A foto é exibida em Paris, e Black Tie (que coincidentemente foi libertado da prisão sete anos depois de ser preso pelo assalto) vê a foto de Bardo no meio da morte de uma mulher, vista conversando com Laure em um café, jogando ela no caminho de um caminhão em alta velocidade. Com Laure exposta a seus ex-cúmplices vingativos, ela decide enquadrar Bardo para seu próprio sequestro. Bardo é ainda manipulado por Laure para seguir com o "sequestro" e, no processo, eles começam um relacionamento sexual. A dupla acabou se encontrando com Bruce para uma troca de resgate; no entanto, Bardo tem uma crise de consciência no último momento e sabota o esquema. Em retaliação, Laure executa Bruce e Bardo, apenas para ser surpreendida por seus ex-cúmplices depois que prontamente a jogam de uma ponte para sua aparente morte.
Em um final prolongado, a totalidade dos eventos do filme depois que Laure entra na banheira na casa de Lily é revelada como um sonho. Laure espia Lily entrando em casa como antes, mas desta vez a impede de tirar sua vida. Sete anos depois, Laure e Veronica, que se revela parceira de Laure o tempo todo, conversam sobre o sucesso de seu roubo de diamantes. Black Tie e Racine chegam em busca de vingança, mas são mortos pelo mesmo caminhão que matou Veronica no sonho de Laure. Bardo, testemunhando todos esses eventos, apresenta-se a Laure, jurando que a conheceu antes, com Laure respondendo "Somente nos meus sonhos".

## Elenco principal
- Rebecca Romijn ...  Laure Ash / Lily Watts
- Antonio Banderas ...  Nicolas Bardo
- Peter Coyote ...  embaixador Bruce Hewitt Watts
- Eriq Ebouaney ...  Black Tie
- Edouard Montoute ...  Racine
- Rie Rasmussen ...  Veronica
- Thierry Frémont ...  Inspetor Serra
- Gregg Henry ...  Shiff
- Fiona Curzon ...  Stanfield Phillips
- Daniel Milgram ...  Pierre / bartender
- Jean-Marc Minéo ...  guarda
- Jean Chatel ...  comentarista em Cannes
- Stéphane Petit ...  guarda-costas um
- Olivier Follet ...  guarda-costas dois
- Éva Darlan ...  Irma
- David Belle ... Policial francês

## Produção
Uma Thurman seria a protagonista, no entanto ela ficou grávida e Rebecca Romijn entrou em seu lugar.

## Recepção da crítica
Femme Fatale tem recepção mista por parte da crítica especializada. Com o tomatometer de 48% em base de 134 críticas, o Rotten Tomatoes publicou um consenso: "O suspense de Femme Fatale é superaquecido, sem sentido e bobo". Por parte da audiência do site tem 49% de aprovação. No entanto, foi elogiado por vários críticos de destaque, especialmente Roger Ebert, que fez uma crítica de 4 estrelas e o chamou de um dos melhores filmes de De Palma.  Desde então, o filme desenvolveu um status de culto entre cinéfilos.
No Stinkers Bad Movie Awards de 2002 , o filme recebeu indicações para Pior Diretor (De Palma) e Pior Atriz (Romijn-Stamos, também para Rollerball). Romijn-Stamos acabou ganhando o pior sotaque feminino falso deste filme e de Rollerball.

### Bilheteria
O filme foi um fracasso de bilheteria, consumindo menos do que seus custos de produção em todo o mundo.
Na América do Norte, o filme foi muito bem em Nova York, Los Angeles, São Francisco, Toronto e Chicago, mas também foi fraco na região central do país.
| Bilheteria nos EUA       | US$6,630,252  |
| Bilheteria internacional | US$10,208,658 |
| Total                    | US$16,838,910 |